# 太原话
太原话属于晋语并州片的一种。一般意义上来讲，是指现今在中国山西省太原市区(主要是迎泽区、杏花岭区，以及小店区、尖草坪区、万柏林区的部分地区)的城市居民所通用的方言。
相较并州片其他地区，太原话与普通话的差异要小许多，外地人容易听懂。广义上的太原话也可包括市区城中村、郊区以及远郊的晋源区、古交市、阳曲县、清徐县等地的方言，下辖的娄烦县方言一般来说不算作太原话的范围。太原话有逐步被普通话完全取代的趋势。

## 语音

### 声母
目前太原话有声母21个(包含零声母)。

### 韵母
太原话有基本韵母36个。

### 声调

#### 单字声调
太原话与并州片其他地区方言一样，有平声11，上声53，去声45，阴入2以及阳入54等5个单字声调，古上声全浊今归为去声，古上声全清及次浊仍读上声，古入声全清及次浊今归为阴入，古入声全浊归为阳入。
近年来阳入调有并入阴入调的趋势，且入声字有按照普通话归派入其他声调的趋势。
太原话在连续变调时产生一个新的声调：阴阳入45。
|      | 阴平 | 阳平 | 阴上 | 阳上 | 阴去 | 阳去 | 阴入 | 阳入 |
| ---- | ---- | ---- | ---- | ---- | ---- | ---- | ---- | ---- |
| 声调 | 11   | 11   | 53   | 45   | 45   | 45   | 2    | 54   |
| 例字 | 工   | 人   | 走   | 是   | 告   | 具   | 七   | 十   |

#### 連讀變調
太原話有較複雜的連讀變調規律：
- 平聲 + 平聲：疊字：11+35(平聲+去聲)

例：星星→星姓，箱箱→箱象
- 平聲 + 平聲：非疊字：原調

例：歌詞
- 上聲 + 上聲：疊字：53+11(上聲+平聲)

例：嬸嬸→嬸申，小小→小消
- 上聲 + 上聲：非疊字：11+53(平聲+上聲)

例：表演→標演，有瘾→優瘾
- 上聲 + 陽入：11+54(平聲+陽入)

例：老實→勞實  小學→消學
- 去聲 + 去聲：疊字：35+53(去聲+上聲)

例：妹妹→妹每  舅舅→舅九
- 去聲 + 去聲：非叠字：11+35(平聲+去聲)

例：放肆→房肆  唱戲→常戲
- 陰入 + 平聲：54+11(陽入+平聲)

例：八條→拔條  一斤→葉斤
- 陰入 + 上聲：35+53(陰陽入+上聲)

例：八筒  七兩
- 陰入 + 陰入：叠字：21+35(陰入+陰陽入)

例：叔叔 
- 陰入 + 陰入：非叠字：(偏正、动宾)54+21(陽入+陰入)

例：出國 
- 陰入 + 陽入：35+54(陰陽入+陽入)

例：七十 黑白
- 陽入 + 上聲：35+53(阴陽入+上聲)

例：十五
- 陽入 + 陽入：叠字：54+21(陽入+陰入)

例：盒盒→盒黑
- 陽入 + 陽入：非叠字：35+54(陰陽入+陽入)

例：學習

## 內部差異
由於歷史行政區劃及現代居民的影響，太原市區內各處方言的差異比較明顯。
- 中心城區（迎澤區、小店區北部）及西北郊、北郊（晉源區北部、萬柏林區及尖草坪區），由於這些地區舊時多屬陽曲縣，方言比較接近。

聲調比南郊稍高；
郊區流摄多为/ei/，如：狗/kei/，走/ʦei/，手/sei/。
- 西南部（晋阳湖以南的晉源區南部），这一带旧时属晋源县

不同程度地存在非组字声母读为/xu/的现象；
城区咸山摄多为/a~/，郊区多为/aŋ/，不同于中心城区的/æ~/；
宕江摄多为/o/，不同于中心城区的/ɒ~/；
流摄多为/əɯ/；
- 东南部（东南部山区、小店区南部），这一带多从晋源县、榆次县划来，方言与榆次、清徐等有相近之处。

## 参看
- 晋语
- 片
- 榆次话